# Лішингська діоцезія
Ліши́нгська діоце́зія (лат. Dioecesis Lichingaensis; порт. Diocese de Lichinga) — діоцезія римського обряду Католицької церкви в Мозамбіці, з центром у місті Лішинга.  Входить до складу Нампульської церковної провінції. Суфраганна діоцезія Нампульської архідіоцезії. Заснована 21 липня 1963 року. Голова — єпископ Лішингський. Центральний храм — Лішингський собор.    Чинний голова — Іларіу Да-Круш Массінга, єпископ Лішингський. Стара назва до 29 липня 1976 року — Ві́ла-Кабра́льська діоце́зія (лат. Dioecesis Cabralopolitana,  порт. Diocese de Vila Cabral).

## Історія
Лішингська діоцезія була заснована 21 липня 1963 року на основі частини Нампульської діоцезії. Її первісна назва — Віла-Кабральська діоцезія. Вона була суфраганною діоцезією Лоренсо-Маркешської архідіоцезії.
29 липня 1976 року, після проголошення незалежності Мозамбіку від Португалії і перейменування Віли-Кабрал на Лішингу, діоцезія отримала нову назву Лішингської. 
4 липня 1984 року Лішингська діоцезія увійшла до складу Нампульської церковної провінції й стала суфраганною діоцезією Нампульської архідіоцезії.

## Єпископи
єпископи Віла-Кабральські
- 10 липня 1964 — 19 лютого 1972: Еуріку Діаш Ногейра

єпископи Лішингські
- Іларіу Да-Круш Массінга

## Статистика
Згідно з «Annuario Pontificio» і Catholic-Hierarchy.org:
| Рік  | Населення | Населення | Населення | Священики | Священики | Священики | Священики           | Диякони | Ченці    | Ченці | Парафії |
| Рік  | католики  | загалом   | %         | загалом   | секулярні | ченці     | вірних на священика | Диякони | чоловіки | жінки | Парафії |
| ---- | --------- | --------- | --------- | --------- | --------- | --------- | ------------------- | ------- | -------- | ----- | ------- |
| 1970 | 60.130    | 278.014   | 21,6      | 43        | 15        | 28        | 1.398               |         | 37       | 70    | 2       |
| 1980 | 79.276    | 463.000   | 17,1      | 18        | 2         | 16        | 4.404               |         | 17       | 37    | 15      |
| 1990 | 110.000   | 555.549   | 19,8      | 14        | 2         | 12        | 7.857               |         | 15       | 28    | 21      |
| 1999 | 187.206   | 778.000   | 24,1      | 22        | 6         | 16        | 8.509               |         | 20       | 65    | 20      |
| 2000 | 196.207   | 798.000   | 24,6      | 24        | 10        | 14        | 8.175               |         | 21       | 70    | 18      |
| 2001 | 197.557   | 802.212   | 24,6      | 23        | 11        | 12        | 8.589               |         | 24       | 73    | 18      |
| 2002 | 203.378   | 819.549   | 24,8      | 26        | 11        | 15        | 7.822               |         | 29       | 66    | 20      |
| 2003 | 204.275   | 839.569   | 24,3      | 29        | 13        | 16        | 7.043               |         | 37       | 64    | 22      |
| 2004 | 194.485   | 839.569   | 23,2      | 30        | 14        | 16        | 6.482               |         | 35       | 73    | 21      |
| 2013 | 220.160   | 1.190.000 | 18,5      | 37        | 21        | 16        | 5.950               |         | 19       | 88    | 21      |